# Bóng bàn tại Đại hội Thể thao Đông Nam Á 1987
Bóng bàn tại Đại hội Thể thao Đông Nam Á năm 1987 diễn ra từ ngày 10 đến 16 tháng 9 năm 1987 tại Senen Youth Centre, Jakarta, Indonesia. Chương trình thi đấu bao gồm 6 nội dung tiêu chuẩn: đơn nam (Men’s Singles), đơn nữ (Women’s Singles), đôi nam, đôi nữ, cùng đồng đội nam và đồng đội nữ. Nội dung đôi nam - nữ đã bị loại khỏi chương trình thi đấu. Đoàn chủ nhà Indonesia tiếp tục thống trị môn bóng bàn khi giành được 4 huy chương vàng, nhất toàn đoàn.

## Tóm tắt kết quả
| Nội dung     | Vàng                                                    | Bạc                                                                           | Đồng |
| ------------ | ------------------------------------------------------- | ----------------------------------------------------------------------------- | --- |
| Đơn nam      | Haryono Wong                                            | Chartchai Teekavirakit                                                        | Lim Chon Leong Sinyo Supit                                                                                 |
| Đôi nam      | Indonesia · Tonny Maringgi · Sinyo Supit                | Thái Lan · Manop Kantawang · Chartchai Teekavirakit                           | Thái Lan · Kriengkraipetch Panumas · Poonsak AA Indonesia · Haryono Wong Tye · Fabian Fadli                |
| Đồng đội nam | Indonesia · Tonny Maringgi · Sinyo Supit · Haryono Wong | Thái Lan · Chartchai Teekavirakit · Kriengkraipetch Panumas · Manop Kantawang | Malaysia · Lim Chon Leong · Peong Tah Seng · Tay Kee Singapore · Loy Soo Chew · Goh Yong Koon              |
| Đơn nữ       | Rossy Pratiwi Dipoyanti                                 | Patricia Kim                                                                  | Chanida Khendoknoi Suwaporn Prapkutikul                                                                    |
| Đôi nữ       | Malaysia · Lau Wai Cheng · Leong Mee Wan                | Indonesia · Rossy Pratiwi Dipoyanti · Lydia Waluyan                           | Thái Lan · Chanida Khendoknoi · Suwaporn Prapkutikul Indonesia · Evi Sumendap · Mulatsih                   |
| Đồng đội nữ  | Singapore · Patricia Kim · Koh Li Ping · Tan Ah Tee     | Indonesia · Mulatsih · Rossy Pratiwi Dipoyanti · Lidya Wayulan                | Malaysia · Leong Mee Wan · Lau Wai Cheng · Tan Ah Tee Thái Lan · Chanida Khendoknoi · Suwaporn Prapkutikul |

## Bảng huy chương
| Hạng               | Đoàn               | Vàng | Bạc | Đồng | Tổng số |
| ------------------ | ------------------ | ---- | --- | ---- | ------- |
| 1                  | Indonesia (INA)    | 4    | 2   | 3    | 9       |
| 2                  | Singapore (SIN)    | 1    | 1   | 1    | 3       |
| 3                  | Malaysia (MAS)     | 1    | 0   | 3    | 4       |
| 4                  | Thái Lan (THA)     | 0    | 3   | 5    | 8       |
| Tổng số (4 đơn vị) | Tổng số (4 đơn vị) | 6    | 6   | 12   | 24      |